# سیلویو پیتروبونی
سیلویو پیتروبونی (به ایتالیایی: Silvio Pietroboni) بازیکن فوتبال و اهل ایتالیا است که از سال ۱۹۲۷ میلادی عضو تیم ملی فوتبال ایتالیا بوده و در ۱۱ بازی ملی حضور داشته‌است. او در بازی‌های ملی‌اش گلی به ثمر نرساند.
سیلویو پیتروبونی آخرین بازی ملی خود را در سال ۱۹۲۹ میلادی انجام داد.